# Едига
Едига или Ядига (на турски: Armağan, Армаан) е село в Източна Тракия, Турция, околия Лозенград, вилает Лозенград (Къркларели).

## География
Едига се намира в южното подножие на Странджа източно от вилаетския център Лозенград (Къркларели) и северозападно от Бунархисар.

## История
В XIX век Едига е българско село в Бунархисарска кааза в Одринския вилает на Османската империя. Според „Етнография на вилаетите Адрианопол, Монастир и Салоника“, издадена в Константинопол в 1878 година и отразяваща статистиката на населението от 1873 година Хедие (Hédié) има 55 домакинства и 22 жители мюсюлмани и 276 жители българи.
Според статистиката на професор Любомир Милетич в 1912 година в Ядига живеят 86 български екзархийски семейства (317 души) и 40 патриаршистки.
При избухването на Балканската война в 1912 година 6 души от Едига са доброволци в Македоно-одринското опълчение.
Българското население на Едига се изселва след Междусъюзническата война в 1913 година.

## Личности
Родени в Едига
- Георги Илиев Георгиев (1883 - след 1943), български революционер
- Димитър Карапетков Калудов (1874 - след 1943), български революционер
- Иван Константинов Камбуров (1858 – 2 април 1940), български революционер[4]
- Продан Киров Ангелов (1881 - след 1943), български революционер
- Янко Георгиев Иванов (1876 – август 1967), български революционер, участник в Илинденско-Преображенското въстание